# 寺井秀藏
寺井 秀藏（てらい ひでぞう、Hidezo Terai、1949年4月5日-）は、日本の実業家。大手アパレルワールドの会長である。
ワールドのステートメント（一般企業の経営理念に相当）は、創造全力、価値共有。つねに、その上をめざして。

## 略歴
- 1949年 京都府生まれ
- 1969年 芦屋デザイナー学院服飾本科を中退後、ワールド入社
- 1982年 取締役ドルチェ部長就任
- 1986年 常務取締役第3事業本部長就任
- 1991年 常務取締役経営企画本部長就任
- 1993年 ワールドSPAブランド第一号OZOCを開発、本格的にアパレル小売事業に着手
- 1997年 ワールド社長就任
- 2015年 ワールド会長就任

## 公式サイト
- ワールド コーポレートサイト
- ワールド コーポレートサイト 会長挨拶

| スタブアイコン | サブスタブ | この項目は、まだ閲覧者の調べものの参照としては役立たない、人物に関連した書きかけの項目です。この項目を加筆・訂正などしてくださる協力者を求めています（P:人物伝/PJ:人物伝）。 |